# Championnats d'Europe de cyclisme sur piste juniors et espoirs 2007
Navigation
Championnats d'Europe 2006 Championnats d'Europe 2008
Les Championnats d'Europe de cyclisme sur piste juniors et espoirs 2007 se sont déroulés du 11 au 15 juillet 2007 à Cottbus en Allemagne. La compétition était ouverte aux juniors (17-18 ans) et espoirs (- 23 ans) chez les hommes et les femmes.

## Résultats

### Juniors
| Épreuves               | Or                                                                | Or       | Argent                                                      | Argent   | Bronze                                                                     | Bronze   |
| ---------------------- | ----------------------------------------------------------------- | -------- | ----------------------------------------------------------- | -------- | -------------------------------------------------------------------------- | -------- |
| Épreuves masculines    |                                                                   |          |                                                             |          |                                                                            |          |
| Kilomètre              | Daniel Rackwitz Allemagne                                         |          | David Alonso Castillo Espagne                               |          | Konrad Dąbkowski Pologne                                                   |          |
| Keirin                 | Andrea Guardini Italie                                            |          | Christian Lyte Royaume-Uni                                  |          | David Daniell Royaume-Uni                                                  |          |
| Vitesse individuelle   | David Daniell Royaume-Uni                                         |          | Paul Kanzler Allemagne                                      |          | Kirill Filatov Russie                                                      |          |
| Vitesse par équipes    | Charlie Conord Thierry Jollet Quentin Lafargue France             | 1.03.191 | Tom Buck David Daniell Christian Lyte Royaume-Uni           | 1.03.640 | Gregor Fischer Paul Kanzler Daniel Rackwitz Allemagne                      | 1.03.543 |
| Poursuite individuelle | Artur Ershov Russie                                               |          | Jérôme Cousin France                                        |          | Albert Torres Barcelo Espagne                                              |          |
| Poursuite par équipes  | Adam Blythe Peter Kennaugh Mark McNally Luke Rowe Grande-Bretagne | 4.27.033 | Rémi Badoc Jérôme Cousin Julien Duval Nicolas Giulia France | 4.30.021 | Kirill Baranov Ievgueni Kovalev Nikita Novikov Alexander Petrovskiy Russie | 4.26.610 |
| Américaine             | Bastian Faltin Ralf Matzka Allemagne                              | 18       | Ievgueni Kovalev Alexander Petrovskiy Russie                | 14       | Tomas Alberio Elia Viviani Italie                                          | 9        |
| Course aux points      | Elia Viviani Italie                                               |          | Ralf Matzka Allemagne                                       |          | Rémi Badoc France                                                          |          |
| Scratch                | Michael Vingerling Pays-Bas                                       |          | Peter Kennaugh Royaume-Uni                                  |          | Roy Pieters Pays-Bas                                                       |          |
| Épreuves féminines     |                                                                   |          |                                                             |          |                                                                            |          |
| 500m                   | Kristina Vogel Allemagne                                          |          | Jessica Varnish Royaume-Uni                                 |          | Viktoria Baranova Russie                                                   |          |
| Keirin                 | Jessica Varnish Royaume-Uni                                       |          | Renata Dabrowska Pologne                                    |          | Kristina Vogel Allemagne                                                   |          |
| Vitesse individuelle   | Kristina Vogel Allemagne                                          |          | Viktoria Baranova Russie                                    |          | Sabine Bretschneider Allemagne                                             |          |
| Poursuite individuelle | Fiona Dutriaux France                                             |          | Hannah Mayho Royaume-Uni                                    |          | Elizaveta Asseserova Russie                                                |          |
| Course aux points      | Alexandra Greenfield Royaume-Uni                                  |          | Elizaveta Asseserova Russie                                 |          | Marta Tagliaferro Italie                                                   |          |
| Scratch                | Renata Dabrowska Pologne                                          |          | Barbara Guarischi Italie                                    |          | Elizaveta Asseserova Russie                                                |          |

### Espoirs
| Épreuves               | Or                                                                | Or       | Argent                                                      | Argent   | Bronze                                                                 | Bronze   |
| ---------------------- | ----------------------------------------------------------------- | -------- | ----------------------------------------------------------- | -------- | ---------------------------------------------------------------------- | -------- |
| Épreuves masculines    |                                                                   |          |                                                             |          |                                                                        |          |
| Kilomètre              | Didier Henriette France                                           | 1:04.157 | Michaël D'Almeida France                                    | 1:04.434 | Maximilian Levy Allemagne                                              | 1:04.773 |
| Keirin                 | Kévin Sireau France                                               |          | Matthew Crampton Royaume-Uni                                |          | Grégory Baugé France                                                   |          |
| Vitesse individuelle   | Grégory Baugé France                                              |          | Kévin Sireau France                                         |          | Jason Kenny Royaume-Uni                                                |          |
| Vitesse par équipes    | Grégory Baugé Michaël D'Almeida Didier Henriette France           |          | Maciej Bielecki Kamil Kuczynski Tomasz Schmidt Pologne      |          | Matthew Crampton Jason Kenny Christian Lyte Royaume-Uni                |          |
| Poursuite individuelle | Dominique Cornu Belgique                                          |          | Alexandr Pliuschin Moldavie                                 |          | Steven Burke Royaume-Uni                                               |          |
| Poursuite par équipes  | Peter Kennaugh Ben Swift Jonathan Bellis Steven Burke Royaume-Uni | 4:12.890 | Alexey Bauer Ivan Kovalev Nikolay Trusov Alexey Usov Russie | 4:18.946 | Tim Mertens Jonathan Dufrasne Kenny De Ketele Dominique Cornu Belgique | 4:19.250 |
| Américaine             | Marcel Kalz Erik Mohs Allemagne                                   |          | Wim Stroetinga Pim Ligthart Pays-Bas                        |          | Maxime Bally Loïc Perizzolo Suisse                                     |          |
| Course aux points      | Kenny De Ketele Belgique                                          |          | Pim Ligthart Pays-Bas                                       |          | Nikolay Trusov Russie                                                  |          |
| Scratch                | Jonathan Bellis Royaume-Uni                                       |          | Roger Kluge Allemagne                                       |          | Ivan Kovalev Russie                                                    |          |
| Épreuves féminines     |                                                                   |          |                                                             |          |                                                                        |          |
| 500m                   | Sandie Clair France                                               | 35.120   | Miriam Welte Allemagne                                      | 35.280   | Virginie Cueff France                                                  | 35.410   |
| Keirin                 | Anna Blyth Royaume-Uni                                            |          | Jane Gerisch Allemagne                                      |          | Lyubov Shulika Ukraine                                                 |          |
| Vitesse individuelle   | Lyubov Shulika Ukraine                                            |          | Miriam Welte Allemagne                                      |          | Jane Gerisch Allemagne                                                 |          |
| Poursuite individuelle | Lesya Kalitovska Ukraine                                          |          | Svitlana Galyuk Ukraine                                     |          | Vilija Sereikaitė Lituanie                                             |          |
| Course aux points      | Marlijn Binnendijk Pays-Bas                                       | 19       | Elizabeth Armitstead Royaume-Uni                            | 17       | Anastasia Tchulkova Russie                                             | 15       |
| Scratch                | Elizabeth Armitstead Royaume-Uni                                  |          | Annalisa Cucinotta Italie                                   |          | Jarmila Machačová Tchéquie                                             |          |

## Tableau des médailles
| Rang  | Nation      | Or | Argent | Bronze | Total |
| ----- | ----------- | -- | ------ | ------ | ----- |
| 1     | Royaume-Uni | 8  | 7      | 4      | 19    |
| 2     | France      | 7  | 4      | 3      | 14    |
| 3     | Allemagne   | 5  | 6      | 5      | 16    |
| 4     | Italie      | 2  | 2      | 2      | 6     |
| 5     | Pays-Bas    | 2  | 2      | 1      | 5     |
| 6     | Ukraine     | 2  | 1      | 1      | 4     |
| 7     | Belgique    | 2  | 0      | 1      | 3     |
| 8     | Russie      | 1  | 4      | 8      | 13    |
| 9     | Pologne     | 1  | 2      | 1      | 4     |
| 10    | Espagne     | 0  | 1      | 1      | 2     |
| 11    | Moldavie    | 0  | 1      | 0      | 1     |
| 12    | Lituanie    | 0  | 0      | 1      | 1     |
| 12    | Tchéquie    | 0  | 0      | 1      | 1     |
| 12    | Suisse      | 0  | 0      | 1      | 1     |
| Total | Total       | 30 | 30     | 30     | 90    |